# Linea Sakurai
La linea Sakurai (桜井線?, Sakurai-sen) è una ferrovia regionale a scartamento ridotto che passa per la prefettura di Nara in Giappone, gestita dalla West Japan Railway Company (JR West). La ferrovia collega la Stazione di Nara con quella di Takada, passando per Sakurai, da cui prende il nome. Alcuni servizi proseguono sulla linea Wakayama fino a Ōji. La linea viene anche chiamata "Linea Man-yō-Mahoroba (万葉まほろば線?, Man-yō Mahoroba sen, "Man-yō" in riferimento all'importante opera letteraria del Man'yōshū e mahoroba richiamante Nara)" per il fatto che passa attraverso luoghi dalla grande importanza artistica e storica.

## Stazioni
| Stazione                                                   | Giapponese | Distanza | Collegamenti                                                        | Posizione    | Posizione |
| ---------------------------------------------------------- | ---------- | -------- | ------------------------------------------------------------------- | ------------ | --------- |
| Nara                                                       | 奈良       | 0.0      | ■ Linea Yamatoji ■ Linea Nara                                       | Nara         | Nara      |
| Kyōbate                                                    | 京終       | 1.9      |                                                                     | Nara         | Nara      |
| Obitoke                                                    | 帯解       | 4.8      |                                                                     | Nara         | Nara      |
| Ichinomoto                                                 | 櫟本       | 7.3      |                                                                     | Tenri        | Nara      |
| Tenri                                                      | 天理       | 9.6      | ■ Linea Kintetsu Tenri                                              | Tenri        | Nara      |
| Nagara                                                     | 長柄       | 12.6     |                                                                     | Tenri        | Nara      |
| Yanagimoto                                                 | 柳本       | 14.3     |                                                                     | Tenri        | Nara      |
| Makimuku                                                   | 巻向       | 15.9     |                                                                     | Sakurai      | Nara      |
| Stazione di Miwa                                           | 三輪       | 18.0     |                                                                     | Sakurai      | Nara      |
| Sakurai                                                    | 桜井       | 19.7     | ■ Linea Kintetsu Ōsaka                                              | Sakurai      | Nara      |
| Kaguyama                                                   | 香久山     | 21.7     |                                                                     | Kashihara    | Nara      |
| Unebi                                                      | 畝傍       | 24.7     | ■ Linea Kintetsu Kashihara (Stazione di Yagi-nishiguchi)            | Kashihara    | Nara      |
| Kanahashi                                                  | 金橋       | 27.3     |                                                                     | Kashihara    | Nara      |
| Takada                                                     | 高田       | 29.4     | ■ Linea Wakayama ■ Linea Kintetsu Osaka (Stazione di Yamato-Takada) | Yamatotakada | Nara      |
| Servizio diretto lungo la linea Wakayama fino a Ōji e Gojō |            |          |                                                                     |              |           |